# غاو جيان
غاو جيان (بالصينية: 高健) (10 أغسطس 1982 بشنيانغ في الصين - ) هو لاعب كرة قدم صيني في مركز الهجوم. لعب مع نادي تشانغتشون ياتاي ونادي شنجن وQinghai Senke F.C. ‏.